# 호르스트 제호퍼
호르스트 로렌츠 제호퍼(독일어: Horst Lorenz Seehofer, 1949년 7월 4일 ~)는 독일의 정치인으로 2018년부터 2021년까지 앙겔라 메르켈 총리 내각에서 내무·건설·지역사회부 장관을 역임했다. 기독교사회연합(CSU) 소속으로, 2008년부터 2018년까지 바이에른주 제18대 주총리를 지냈으며 2008년부터 2019년까지 바이에른 기독교사회연합 대표를 역임했다.
1980년 연방하원 의원으로 처음 당선된 이후 1992년부터 1998년까지 헬무트 콜이 이끄는 기독교-자유주의 연립내각에서 보건사회보장부 장관을 지냈고, 이후 야당으로 돌아섰다가 2005년부터 2008년까지 앙겔라 메르켈이 이끄는 대연정 내각에서 식품·농업·소비자보호부 장관을 역임했다. 2008년 바이에른주 선거에서 소속당이 참패한 뒤, 자유민주당(FDP)과 연립정부를 구성하면서 CSU 대표와 바이에른 주총리직을 맡게 되었는데, 이는 그가 전혀 의도하지 않았던 자리였으며 50년 만에 처음으로 주 차원의 연립정부가 구성된 것이었다. 2013년에는 소속당을 주 의회 과반 의석으로 복귀시켰다. 2011년부터 2012년까지 연방참의원 의장을 역임했으며, 이 직책으로 크리스티안 불프 대통령이 사임한 2012년 2월 17일부터 요아힘 가우크가 후임 대통령으로 선출된 2012년 3월 18일까지 독일의 임시 국가원수를 지냈다.
2010년대 난민 위기에 대한 앙겔라 메르켈 총리의 대응을 강력히 반대했던 제호퍼는 헌법재판소에 공식 제소하겠다고 위협했으며, 역사적인 기민/기사연합이 분열되어 처음으로 독일 전역에서 서로 맞서 선거를 치를 위기에 처했으나 둘 다 실현되지는 않았다. 그는 독일 정부가 수용할 난민 수에 대한 연방 차원의 상한선 설정을 지지했다. 2017년 연방 선거에서 1949년 이후 최악의 성적을 거두며 역사적인 패배를 당한 후 2018년 3선 주총리에 도전했으나 실패하자, 당의 압박으로 사임하는 대신 메르켈의 제4기 내각에서 내무·건설·지역사회부 장관직(원래 요아힘 헤르만이 맡을 예정이었음)을 수락하여 자신의 견해대로 이민 정책을 주도하게 되었다. 2018년 7월에는 제호퍼와 메르켈 간의 일주일간의 불화로 정부가 붕괴 직전까지 갔고 기민/기사연합의 분열이 또다시 심각하게 우려되었으나, 결국 타협점을 찾았다.

## 역대 선거 결과
| 선거명      | 직책명          | 대수 | 정당                    | 득표율 | 득표수 | 결과 | 당락                         |
| ----------- | --------------- | ---- | ----------------------- | ------ | ------ | ---- | ---------------------------- |
| 2008년 선거 | 바이에른의 총리 | 55대 | 바이에른 기독교사회연합 | 57.75% | 108표  | 1위  | 바덴뷔르템베르크 주총리 당선 |
| 2013년 선거 | 바이에른의 총리 | 55대 | 바이에른 기독교사회연합 | 56.11% | 101표  | 1위  | 바덴뷔르템베르크 주총리 당선 |